# كريستيان سكارلاتو
كريستيان سكارلاتو (بالإيطالية: Christian Scarlato)‏ هو لاعب كرة قدم إيطالي في مركز الوسط، ولد في 24 أغسطس 1983 في فورميا في إيطاليا. شارك مع منتخب إيطاليا تحت 18 سنة لكرة القدم ومنتخب إيطاليا تحت 20 سنة لكرة القدم. أما مع النوادي، فقد لعب مع نادي براتو ونادي بيزا ونادي تيرامو ونادي روما ونادي ساليرنيتانا.